# Scoica de Aur
Scoica de Aur (numele original: în spaniolă Concha de Oro; în bască Urrezko Maskorra) este cel mai mare premiu acordat unui film concurent la Festivalul de Film de la San Sebastián, fiind inaugurat în anul 1957. În anii 1953 și 1954, cel mai mare premiu fusese numit Gran Premio dar în 1955 și 1956 a fost înlocuit de Scoica de Argint.
În edițiile din 1953 și 1954 au fost premiate doar filme spaniole.
Șase regizori au câștigat Scoica de Aur de două ori: regizorul american Francis Ford Coppola (în 1969 și 1984), regizorul spaniol Manuel Gutiérrez Aragón (în 1982 și 1986), regizorul mexican Arturo Ripstein (în 1993 și 2000), regizorul spaniol Imanol Uribe (în 1994 și 1996), regizorul iranian Bahman Ghobadi (în 2004 și 2006) și, regizorul spaniol Isaki Lacuesta (în 2011 și 2018).

## Premii
| An   | Film                                                                                          | Regizor                            | Țara                                        |
| ---- | --------------------------------------------------------------------------------------------- | ---------------------------------- | ------------------------------------------- |
| 1953 | La Guerra de Dios                                                                             | Rafael Gil                         | Spania                                      |
| 1954 | Sierra maldita                                                                                | Antonio del Amo                    | Spania                                      |
| 1955 | Zile de dragoste (Giorni d'amore)                                                             | Giuseppe de Santis                 | Italia                                      |
| 1956 | Feroviarul (Il ferroviere)                                                                    | Pietro Germi                       | Italia                                      |
| 1957 | Bunica Sabella (La nonna Sabella)                                                             | Dino Risi                          | Italia                                      |
| 1958 | Ewa chce spac                                                                                 | Tadeusz Chmielewski                | Polonia                                     |
| 1959 | The Nun's Story                                                                               | Fred Zinnemann                     | Statele Unite ale Americii                  |
| 1960 | Romeo, Julieta și întunericul                                                                 | Jiri Weiss                         | Cehoslovacia                                |
| 1961 | Jack chiorul (One-Eyed Jacks)                                                                 | Marlon Brando                      | Statele Unite ale Americii                  |
| 1962 | L’isola di Arturo                                                                             | Damiano Damiani                    | Italia                                      |
| 1963 | Omul mafiei (Mafioso)                                                                         | Alberto Lattuada                   | Italia                                      |
| 1964 | America, America! (America America)                                                           | Elia Kazan                         | Statele Unite ale Americii                  |
| 1965 | Zlatá reneta Mirage (ex aequo)                                                                | Otakar Vávra Edward Dmytryk        | Cehoslovacia Statele Unite ale Americii     |
| 1966 | I Was Happy Here                                                                              | Desmond Davis                      | Regatul Unit                                |
| 1967 | Two for the Road                                                                              | Stanley Donen                      | Statele Unite ale Americii                  |
| 1968 | The Long Day's Dying                                                                          | Peter Collinson                    | Regatul Unit                                |
| 1969 | The Rain People                                                                               | Francis Ford Coppola               | Statele Unite ale Americii                  |
| 1970 | Val de căldură (Ondata di calore)                                                             | Nelo Risi                          | Italia                                      |
| 1971 | Le genou de Claire                                                                            | Eric Rohmer                        | Franța                                      |
| 1972 | The Glass House                                                                               | Tom Gries                          | Statele Unite ale Americii                  |
| 1973 | El espíritu de la colmena                                                                     | Víctor Erice                       | Spania                                      |
| 1974 | Badlands                                                                                      | Terrence Malick                    | Statele Unite ale Americii                  |
| 1975 | Poachers (Furtivos)                                                                           | José Luis Borau                    | Spania                                      |
| 1976 | Șatra (Tabor ujodit v niebo)                                                                  | Emil Loteanu                       | Uniunea Sovietică                           |
| 1977 | Piesă neterminată pentru pianină mecanică (Neokonchennaya pyesa dlya mekhanicheskogo pianino) | Nikita Mikhalkov                   | Uniunea Sovietică                           |
| 1978 | Emigrantul (Alambrista!)                                                                      | Robert M. Young                    | Statele Unite ale Americii                  |
| 1979 | Autumn Marathon (Ossenij marafon)                                                             | Georgi Daneliya                    | Uniunea Sovietică                           |
| 1980 | Dyrygent                                                                                      | Andrzej Wajda                      | Polonia                                     |
| 1981 | Storie di ordinaria follia                                                                    | Marco Ferreri                      | Italia                                      |
| 1982 | Demons in the Garden (Demonios en el jardín)                                                  | Manuel Gutiérrez Aragón            | Spania                                      |
| 1983 | Between Us (Coup de foudre)                                                                   | Diane Kurys                        | Franța                                      |
| 1984 | Rumble Fish                                                                                   | Francis Ford Coppola               | Statele Unite ale Americii                  |
| 1985 | Yesterday                                                                                     | Radosław Piwowarski                | Polonia                                     |
| 1986 | Half of Heaven (La mitad del cielo)                                                           | Manuel Gutiérrez Aragón            | Spania                                      |
| 1987 | Wedding in Galilee (Urs al-jalil)                                                             | Michel Khleifi                     | Belgia - Franța - Israel                    |
| 1988 | On the Black Hill                                                                             | Andrew Grieve                      | Regatul Unit                                |
| 1989 | Homer and Eddie La nación clandestina (ex aequo)                                              | Andrei Konchalovski Jorge Sanjinés | Statele Unite ale Americii Bolivia          |
| 1990 | (Las cartas de Alou)                                                                          | Montxo Armendáriz                  | Spania                                      |
| 1991 | Butterfly Wings (Alas de Mariposa)                                                            | Juanma Bajo Ulloa                  | Spania                                      |
| 1992 | A Place in the World (Un lugar en el mundo)                                                   | Adolfo Aristarain                  | Argentina                                   |
| 1993 | The Beginning and the End (Principio y fin) Sara                                              | Arturo Ripstein Dariush Mehrjui    | Mexic Iran                                  |
| 1994 | Running Out of Time (Días contados)                                                           | Imanol Uribe                       | Spania                                      |
| 1995 | Margaret's Museum                                                                             | Mort Ransen                        | Canada - Regatul Unit                       |
| 1996 | Bwana Trojan Eddie (ex aequo)                                                                 | Imanol Uribe Gillies Mackinnon     | Spania Irlanda                              |
| 1997 | Nimic nu mai merge (Rien ne va plus)                                                          | Claude Chabrol                     | Franța                                      |
| 1998 | Wind with the Gone (El viento se llevó lo qué)                                                | Alejandro Agresti                  | Argentina - Franța - Țările de Jos - Spania |
| 1999 | C'est quoi la vie?                                                                            | François Dupeyron                  | Franța                                      |
| 2000 | The Ruination of Men (La perdición de los hombres)                                            | Arturo Ripstein                    | Mexic - Spania                              |
| 2001 | A Cab for Three (Taxi para tres)                                                              | Orlando Lübbert                    | Chile                                       |
| 2002 | Mondays in the Sun (Los lunes al sol)                                                         | Fernando León de Aranoa            | Spania - Franța - Italia                    |
| 2003 | Gun-shy (Schussangst)                                                                         | Dito Tsintsadze                    | RFG                                         |
| 2004 | Turtles Can Fly (Lakposhtha parvaz mikonand)                                                  | Bahman Ghobadi                     | Iran - Irak                                 |
| 2005 | Something Like Happiness (Štěstí)                                                             | Bohdan Sláma                       | Cehia                                       |
| 2006 | Half Moon (Niwemang) Mon fils à moi (ex aequo)                                                | Bahman Ghobadi Martial Fougeron    | Iran Franța                                 |
| 2007 | A Thousand Years of Good Prayers                                                              | Wayne Wang                         | Statele Unite ale Americii                  |
| 2008 | Pandora's Box (Pandora'nın kutusu)                                                            | Yeșim Ustaoğlu                     | Turcia - Belgia - Franța - RFG              |
| 2009 | City of Life and Death (Nánjīng! Nánjīng!)                                                    | Lu Chuan                           | China                                       |
| 2010 | Neds                                                                                          | Peter Mullan                       | Regatul Unit - Franța - Italia              |
| 2011 | Los pasos dobles                                                                              | Isaki Lacuesta                     | Spania - Elveția                            |
| 2012 | In the House (Dans la maison)                                                                 | François Ozon                      | Franța                                      |
| 2013 | Bad Hair (Pelo Malo)                                                                          | Mariana Rondón                     | Venezuela- Peru- Germania                   |
| 2014 | Magical Girl                                                                                  | Carlos Vermut                      | Spania                                      |
| 2015 | Sparrows (Þrestir)                                                                            | Rúnar Rúnarsson                    | Danemarca- Islanda                          |
| 2016 | I Am Not Madame Bovary                                                                        | Feng Xiaogang                      | China                                       |
| 2017 | The Disaster Artist                                                                           | James Franco                       | Statele Unite ale Americii                  |
| 2018 | Between Two Waters (Entre dos aguas)                                                          | Isaki Lacuesta                     | Spania                                      |
| 2019 | Pacified (Pacificado)                                                                         | Paxton Winters                     | Brazilia                                    |